# Washington Blade
Le Washington Blade est un journal LGBT de la région métropolitaine de Washington. Le Blade est le plus ancien journal LGBT des États-unis et le troisième plus important en circulation, derrière le Philadelphia Gay News et le Gay City News de New York,. Le Blade est souvent désigné comme journal de référence gay américain, en raison de sa couverture des informations LGBT locales, nationales et internationales,,. Le New York Times décrit le Blade comme « l'une des plus publications écrites les plus influentes pour un public gay ».
Le journal est créé en octobre 1969 par un groupe de bénévoles, comme une publication indépendante ayant pour objectif de rassembler la communauté. En 2001, le Blade est acheté par Window Media LLC, un groupe rassemblant plusieurs journaux gays aux États-unis. Le journal est publié chaque vendredi et a fêté son quarantième anniversaire en octobre 2009.
En novembre 2009, le Blade et plusieurs publications liées sont arrêtées après la fermeture de Window Media. Le personnel du journal lance un nouvel hebdomadaire intitulé DC Agenda, le nom Washington Blade étant toujours détenu par Window Media,.
Le 27 avril 2010, le DC Agenda annonce qu'il reprend le nom de Washington Blade. Les propriétaires du DC Agenda étaient principalement des employés du Blade, qui ont acheté la marque et les archives du journal après la faillite du groupe Window Media. Le premier numéro du nouveau Blade sort le 30 avril 2010.

## L'histoire

### Des origines à 1973
Le Washington Blade, à l'origine appelé The Gay Blade, publie son premier numéro le 5 octobre 1969. Prenant racine dans les bulletins d'information de la Mattachine Society de Washington, à la fin des années 1950 et au début des années 1960, le Blade est conçu comme un moyen de combler une lacune perçue dans l'organisation de la communication sociale au sein de la communauté gay de Washington. Le Blade est d'abord publié sur une seule page et distribué à la main dans les bars gays de la ville. La plupart des auteurs du Blade utilisent un nom de plume pendant les premières années de la publication, pour éviter toute réaction hostile. Les premiers numéros du journal sont créés par des bénévoles et dirigés par deux éditeurs, Nancy Tucker et Bart Wenger. Selon Wenger, l'objectif initial du journal était « d'insuffler un sens de la communauté » et qu'il lui semblait « très important pour les gays de se familiariser les uns avec les autres ». Le journal est publié tous les mois de 1969 à 1973. En juin 1972, le Gay Blade publie son premier numéro avec plusieurs pages (quatre) et, en avril 1973, le journal s'étend à huit pages imprimées sur des feuilles au format légal, agrafées au milieu et pliées. Le regard sur le journal évolue tout comme sa couverture de l'actualité. Le Gay Blade devient davantage un journal d'information pour la communauté gay qu'une lettre d'information pour organiser la communauté.

### De 1974 à 1982
En juillet 1974, la première édition sur du papier journal est publiée. Le numéro fêtant les cinq ans du journal n'est pas publié en octobre 1974, faute de revenus et d'intérêt. C'est la seule fois que le Blade n'arrive pas à publier un numéro de son histoire. La nouvelle orientation du journal lui permet cependant d'accroitre sa circulation, passant de 500 copies distribuées sur une dizaine de sites (en 1974) à plus de 4 000 exemplaires disponibles dans 35 endroits de la ville. Le numéro de juin 1975 abandonne le mot " Gay " jusqu'alors présent dans son titre, un autre journal new-yorkais détenant les droits sur le nom Gay Blade. La publication du journal se poursuit sous le nom de The Blade, qui devient une société à but non lucratif Blade Communications, Inc. en novembre 1975.
Don Michaels est nommé rédacteur en chef du journal en janvier 1978. Il met en place une politique stricte, interdisant les noms de plume. En novembre 1978, le Blade est déjà régulièrement imprimé en couleur et, en 1979, il devient un bi-hebdomadaire. À partir d'octobre 1980, la publication prend le nom de Washington Blade et devient une société à but lucratif, détenue par ses employés. En juillet 1981, le Blade fait sa une sur une « rare pneumonie mortelle qui frappe les homosexuels » (« Rare, Fatal Pneumonia Hits Gay Men »). C'est l'un des premiers journaux gay du pays à écrire sur la maladie qui sera connue comme le SIDA. En novembre 1981, Don Michaels est promu éditeur du journal, un poste qu'il occupe pendant plus de deux décennies.

### De 1983 à 2000
Le Blade commence une publication hebdomadaire en janvier 1983. Le journal traite alors principalement de la crise du SIDA et des informations sur cette nouvelle maladie. Les nouvelles permanentes sur le sujet et leur couverture épuise les ressources du journal, soutenu par une partie de la communauté. C'est en couvrant la crise du SIDA que le Blade acquiert sa maturité et son professionnalisme,. En juin 1988, les rédacteurs du journal utilisent pour la première fois un ordinateur pour créer un numéro. Les années 1990 voient le lectorat et la circulation du Blade augmenter. En avril 1993, durant la marche sur Washington pour l'égalité des droits et la libération lesbienne, gay et bi (en), le journal publie un numéro composé de 216 pages, son record à ce jour. La publication s'étend à de nouveaux marchés et à de nouveaux moyens de communication avec le lancement de la version en ligne du Blade en 1995, suivi deux ans plus tard par le lancement d'une publication sœur à New York, le New York Blade. Dans la dernière partie du siècle, la couverture du journal s'élargit pour inclure des nouvelles locales et nationales ainsi que des nouvelles internationales intéressant la communauté LGBT.

### De 2001 à 2010
Le 25 mai 2001, l'édition imprimée du journal annonce la vente du Washington Blade à Window Media, LLC, un groupe de publications gays. Le changement de propriétaire est marqué par une uniformisation du journal avec les autres publications groupes, comme par exemple le retour des éditoriaux après plus décennies d'absence. Peu de temps après la vente du journal, des employés lancent une initiative pour créer un syndicat avec l'aide du Washington-Baltimore Newspaper Guild. Après une plainte auprès du National Labor Relations Board et plusieurs semaines de réflexion, un vote rejette la syndicalisation le 20 juillet 2001 (par dix voix contre huit).
À partir de 2005, le Washington Blade lance un service de coupures de presse gratuit, appelé BladeWire. Ce service recueil des informations d'intérêt pour la communauté LGBT à partir d'une variété de médias locaux, nationaux et internationaux. Le service était généré par les éditeurs du Blade et publié sur internet. Le BladeWire pouvait être incorporé sur d'autres sites web à l'aide de JavaScript.
Lors de l'élection présidentielle américaine de 2008, le sénateur John McCain décide de participer à une interview écrite avec le Blade et devient le premier candidat républicain à la présidence à accepter une interview avec un journal gay,.
Le 16 novembre 2009, le journal a été brutalement arrêté en raison de la situation financière de sa société mère, la Window Media, et de son actionnaire majoritaire, Avalon Equity Partners,. Les employés du Blade étaient au courant des problèmes financiers de Window Media, mais le timing et la fermeture totale du journal sont vécus comme un choc pour l'ensemble du personnel. Kevin Naff, rédacteur en chef du Blade, affirme que les employés « ont appris [la nouvelle] lorsque deux des dirigeants de l'entreprise [les] attendaient en arrivant au travail ce matin ». Le Blade étant alors rentable, le jour même de la fermeture du journal, Naff dit au Washington City Paper : « Nous sommes tous ensemble. Notre première réunion pour notre nouvelle entreprise est demain matin ». La représentante Eleanor Holmes Norton déclare que le Blade était un must-read et promet de soutenir une nouvelle publication pour la communauté LGBT de Washington.
Le 20 novembre 2009, le premier numéro du nouveau journal, DC Agenda, est publié. Il est entièrement financé par le personnel volontaire (essentiellement des membres de la rédaction du Blade). Sur le site SaveTheBlade.com, l'équipe écrit :

« Même si nous ne pouvons pas sauver le nom [du journal], nous pouvons certainement sauver toute l'essence et l'esprit du journal de référence de notre communauté LGBTQ. L'équipe du journal reste unie et notre mission d'éclairer et d'informer demeure inébranlable. Nous allons lancer une nouvelle publication, qui vous apportera ce que nous avons toujours travaillé pour : des nouvelles et des informations gay qui sont essentielles pour notre communauté LGBTQ de la métropole de DC. »

Le journal est distribué dans les gares de la région de Washington et une version est disponible en ligne sur www.washingtonblade.com.
Le 25 février 2010, DC Agenda acquiert les actifs du Washington Blade auprès du tribunal des faillites, ce qui inclut les archives, les noms, les marques, le site web et les équipements des bureaux du Blade. Deux mois plus tard, le journal annonce qu'il sera de nouveau publié sous le nom de Washington Blade et que DC Agenda deviendra le nom de sa section consacrée aux arts et au divertissement.

### Depuis 2010
En mars 2017, les propriétaires du Blade (Brown Naff Pitts Omnimedia, Inc.) annoncent le lancement d'un journal pour la Californie et la région de Los Angeles, le Los Angeles Blade.